# 謝列德尼亞基
50°21′29″N 33°38′46″E / 50.35806°N 33.64611°E
謝列德尼亞基（烏克蘭語：Середняки），是烏克蘭中部的村莊，隸屬波爾塔瓦州的米爾霍羅德區。該村距離韋涅斯拉維夫卡、韋特哈利夫卡和科諾瓦洛韋1.5公里，面積3.95平方公里，海拔高度174米，2001年人口545。